# Ludovico de Torres
Ludovico de Torres iuniore (né en 1552 à Rome, Italie, alors capitales des États pontificaux, et mort le 8 juillet 1609 dans la même ville) est un cardinal italien de l'Église catholique du XVIIe siècle, créé par le pape Paul V. Sa famille est d'origine malaguène. Il est le neveu de Ludovico Torres seniore, archevêque de Monreale (1573-1588) et l'oncle du cardinal Cosimo de Torres (1622).

## Biographie
Ludovico de Torres étudie à l'université de Pérouse et à celle de Bologne. Il est vicaire général de son oncle, Ludovico Torres seniore, l'archevêque de Monreale. À Rome il est chanoine de la basilique de Saint-Libère et est chargé par le pape de l'organisation du pontifical romain et des annotations au martyrologe romain du cardinal Cesare Baronio. C'est un ami intime du poète Torquato Tasso et est référendaire au tribunal suprême de la Signature apostolique. En 1588 il est nommé archevêque de Monreale.
Le pape Paul V le crée cardinal lors du consistoire du 11 septembre 1606. Le cardinal de Torres est bibliothécaire du Vatican à partir de décembre 1606.